# Marum, Ljusterö
Marums gård på Södra Ljusterö är känd som säteri under 1600-talet. Norr om gården finns ett sankt område kallat Maren som gett gården sitt namn.

## Historia
Några av de tidigare kända ägarna till Marum är Erik Johansson (Vasa), Clas Eriksson Fleming (1465-1520), friherre Hans Clerck d.ä. (1639-1711, adlad 1648) och Fabian Wrede (1641–1712), greve  till Östanå.
Marums lantbruksgård (fastighetsbeteckning Marum 1:7) och ön Ålön strax väster om Ljusterö, köptes 1725 av den framstående Stockholmshandlaren Hans Lenman (1683–1739), gift med Märta Kohl (1691–1734). Lenman uppförde Marums manbyggnad någon gång mellan 1736 och 1744 . På södra Ljusterö ägde han Marums säteri om två mantal frälse jämte Ström och Kårboda om vardera ett mantal. På Ålön anlade han ett tegelbruk som blev Stockholms skärgårds största tegelbruk. Bruket lades ner på 1860-talet. Hans Lenman ägde även ett tegelbruk på Kungsholmen i Stockholm och ligger begravd i Kungsholms kyrka. Marums gårds herrgårdsbyggnad och flygelbyggnader, som påbörjades av Lenman, är uppförd i tegel från Ålöns tegelbruk. Byggnaderna stod färdiga först på 1740-talet några år efter Lenmans död.
Marum övertogs efter Lenmans död av dottern Märta och hennes man Anders Allard, och efter Allards död såldes gården 1773 till ryttmästare Pehr Elmén, vars släkt kom att äga Marum under 100 år.
Elméns son Per (född 1772) tog över Marum, efter att fadern dömts till rysk landsflykt, vars son Carl August Elmén övertog gården, vid vars död 1867 Marum övergick till hans son Claes Elmén.
Claes Elmén sålde Marum 1873 till Carl Gustaf Ålander, som redan efter två år sålde gården till Johan Vktor Österman från Bolby på Ljusterö. Österman avled 1928, varvid Marum såldes till fabrikör Vilhelm Andersson, som växt upp som vallpojke på Marum, och senare skapat en förmögenhet i Stockholm. Andersson sålde gården till Stockholms Läns Egnahem AB, som styckade upp ett flertal tomter, och den kvarvarande lantgården såldes 1949 till Folke Olsson. Gården såldes 1976 till Bror Leonard Hannu, vars hustru Britta Hannu drev gården med uthyrning av ridhästar fram till 1998, när föregående ägaren, hennes son Torsten Hannu, övertog Marums gård. Marum såldes igen under 2016.
Marums Gård är byggnadsminnesförklarad sedan 1982.